# Georg Levinsohn
Georg Levinsohn (* 16. Juni 1867 in Lyck, Ostpreußen; † 15. September 1935 in Tel-Aviv, Israel) war ein deutscher Ophthalmologe. 
Er studierte Medizin an der Friedrich-Wilhelms-Universität zu Berlin. Dort promovierte er 1893 zum Dr. med. 1913 zum Professor ernannt, befasste er sich besonders mit der Entstehung der Kurzsichtigkeit und der Frage von Schulen für Sehschwache. Bis 1930 schrieb er Abhandlungen über die Beziehungen von Gehirn und Zähnen zu den Augen, über Glaukom und Stauungspapille sowie zu operativen Eingriffen (Schieloperation, Nachstaroperation).

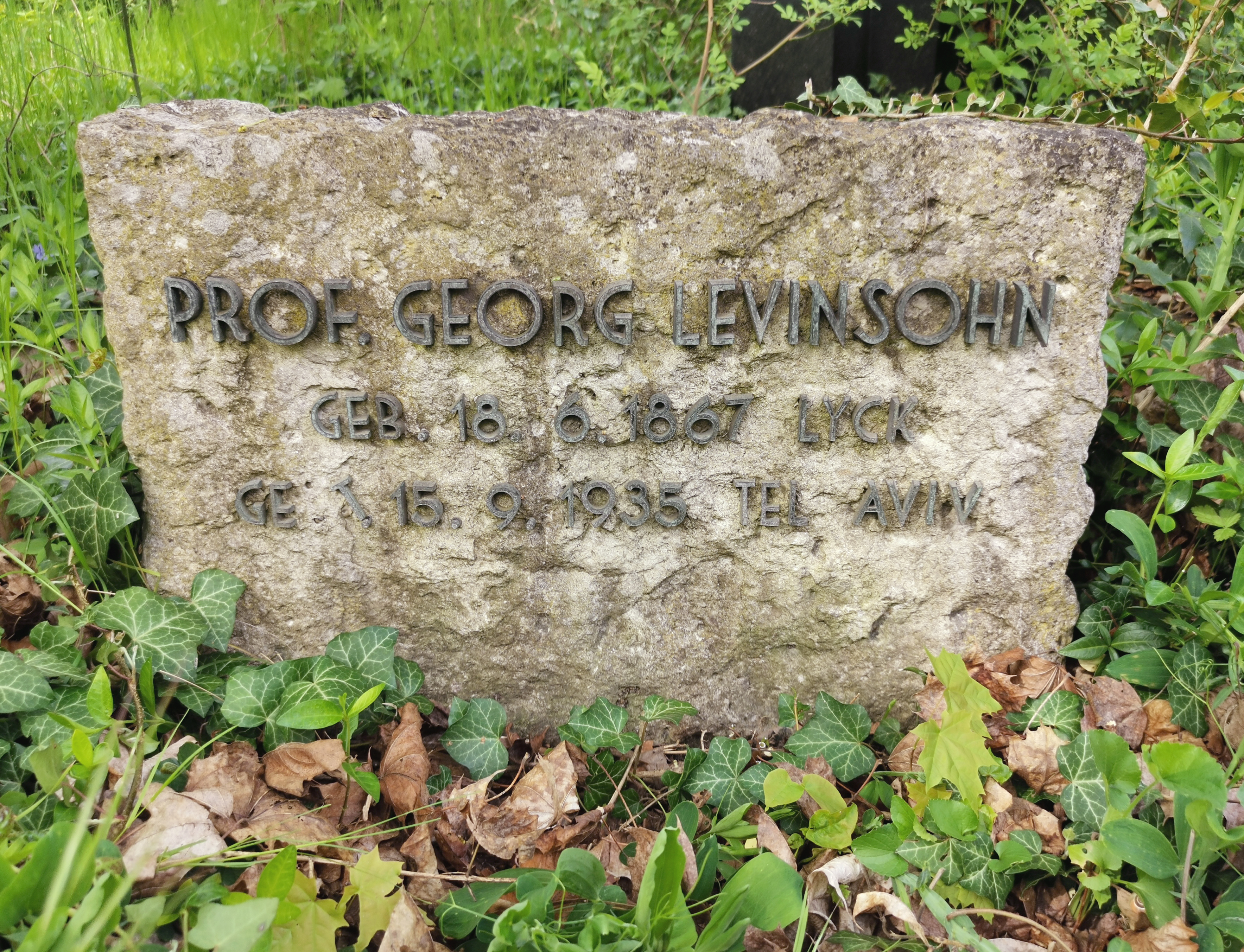
Grabstelle auf dem Jüdischen Friedhof Berlin-Weißensee

Levinsohn wurde auf dem Jüdischen Friedhof Berlin-Weißensee beerdigt (Feld H 5).